# تشهل دختران (لوداب)
تشهل دختران (بالفارسية: چهل دختران) هي قرية تقع في إيران في قسم لوداب الريفي. يقدر عدد سكانها بـ 23 نسمة بحسب إحصاء 2016.